# Poaspis jahandiezi
Poaspis jahandiezi är en insektsart som först beskrevs av Alfred Serge Balachowsky 1932.  Poaspis jahandiezi ingår i släktet Poaspis och familjen skålsköldlöss. Inga underarter finns listade i Catalogue of Life.